# Tasata
Genre
Tasata est un genre d'araignées aranéomorphes de la famille des Anyphaenidae.

## Distribution
Les espèces de ce genre se rencontrent au Brésil, en Argentine, en Uruguay et en Bolivie.

## Liste des espèces
Selon World Spider Catalog (version 17.5, 29/09/2016) :
- Tasata centralis Ramírez, 2003
- Tasata frenata (Mello-Leitão, 1947)
- Tasata fuscotaeniata (Keyserling, 1891)
- Tasata nova (Mello-Leitão, 1922)
- Tasata parcepunctata Simon, 1903
- Tasata punctata (Keyserling, 1891)
- Tasata quinquenotata (Simon, 1897)
- Tasata reticulata (Mello-Leitão, 1943)
- Tasata taim Ramírez, 2003
- Tasata taperae (Mello-Leitão, 1929)
- Tasata tigris Mello-Leitão, 1941
- Tasata tripunctata (Mello-Leitão, 1941)
- Tasata tullgreni Roewer, 1951
- Tasata unipunctata (Simon, 1897)
- Tasata variolosa Mello-Leitão, 1943

## Publication originale
- Simon, 1903 : Descriptions d'arachnides nouveaux. Annales de la société entomologique de Belgique, vol. 47, p. 21-39 (texte intégral).